# Гонгоризам
Гонгоризам (шп. gongorismo) је назив за један од токова шпанске барокне поезије чији је најзначајнији преставник био Луис де Гонгора. У Шпанији се за исти појам употребљавају и називи култизам (cultismo) и култеранизам (culteranismo). Сродни књижевни покрети постоје и у другим замљама тога времена (прециозност у Француској, маринизам у Италији). Гонгоризам представља тежњу да се у поезији, која према ријечима Педра Соте Рохаса треба да буде „рај затворен за многе, врт отворен за малобројне”, уз помоћ рафинираних изражајних средстава оствари посебна умјетничка реалност. Гонгора и његови сљедбеници угледајући се на латински и италијански језик, створили су посебан пјеснички шпански језик чије су најважније карактеристике: обиље неологизама, сложена синтаксичка структура реченице у оквиру које је посебно често заступљена стилска инверзија, богатство и маштовитост у коришћењу стилских фигура, посебно метафоре, музикалност стиха. Тај језик је „пјеснички језик у коме метафоричне одреднице непрестано стављају иреалну препреку између ума и самог предмета”. Гонгоризам је током 17. вијека имао многобројне присталице, али и противнике, како у шпанској тако и у хиспаноамеричкој колонијалној књижевности. 